# 特雷维-内尔拉齐奥
特雷维-内尔拉齐奥（義大利語：Trevi nel Lazio），是意大利拉齐奥大区弗罗西诺内省的一个市镇。总面积54.45平方公里，人口1766人，人口密度32.4人/平方公里（2009年）。ISTAT代码为060080。